# ゴールデンラズベリー賞 最低助演女優賞
ゴールデンラズベリー賞最低助演女優賞は、ゴールデンラズベリー賞の部門の一つで、その年最低の映画助演女優に贈られる。

## 受賞とノミネート一覧

### 1980年代
- 1980年 エイミー・アーヴィング - 『忍冬の花のように』
  - エリザベス・アシュレイ - 『エミリーの窓』
  - ジョーグ・スタンフォード・ブラウン - 『スター・クレイジー』
  - ベッツィ・パーマー - 『13日の金曜日』
  - マリリン・ソコル - 『ミュージック・ミュージック』

- 1981年 ダイアナ・スカーウィッド - 『愛と憎しみの伝説』
  - ルターニャ・アルダ - 『愛と憎しみの伝説』
  - ファラ・フォーセット - 『キャノンボール』
  - マラ・ホーベル - 『愛と憎しみの伝説』
  - シャーリー・ナイト - 『エンドレス・ラブ』

- 1982年 アイリーン・クイン - 『アニー』
  - ルターニャ・アルダ - 『悪魔の棲む家PART2』
  - コリーン・キャンプ - 『セダクション 盗撮された女』
  - ダイアン・キャノン - 『デストラップ・死の罠』
  - ロイス・ネットルトン - Butterfly

- 1983年 シビル・ダニング - 『チェーンヒート』 / 『超人ヘラクレス』
  - ビビ・ベッシュ - The Lonely Lady
  - フィノラ・ヒューズ - 『ステイン・アライブ』
  - エイミー・アーヴィング - 『愛のイエントル』
  - ダイアナ・スカーウィッド - 『ストレンジ・インベーダーズ』

- 1984年 リン＝ホリー・ジョンソン - 『ボーイハント』
  - スーザン・アントン - 『キャノンボール2』
  - オリヴィア・ダボ - 『ボレロ 愛欲の日々』 / 『キング・オブ・デストロイヤー/コナンPART2』
  - マリル・ヘナー - 『キャノンボール2』
  - ダイアン・レイン - 『コットンクラブ』 / 『ストリート・オブ・ファイヤー』

- 1985年 ブリジット・ニールセン - 『ロッキー4/炎の友情』
  - サンダール・バーグマン - 『レッドソニア』
  - マリル・ヘナー - 『パーフェクト』 / 『Mr.早射ちマン』
  - ジュリア・ニクソン - 『ランボー/怒りの脱出』
  - タリア・シャイア - 『ロッキー4/炎の友情』

- 1986年 ドム・デルイーズ - 『呪われたハネムーン』
  - ルイーズ・フレッチャー - 『スペースインベーダー』
  - ゼルダ・ルビンスタイン - 『ポルターガイスト2』
  - ビアトリス・ストレイト - 『キングの報酬』
  - クリスティン・スコット・トーマス - 『プリンス/アンダー・ザ・チェリー・ムーン』

- 1987年 ダリル・ハンナ - 『ウォール街』
  - グロリア・フォスター - 『ビル・コスビーのそれ行けレオナルド』
  - マリエル・ヘミングウェイ - 『スーパーマンIV 最強の敵』
  - グレイス・ジョーンズ - 『シエスタ』
  - イザベラ・ロッセリーニ - 『シエスタ』 / 『タフガイは踊らない』

- 1988年 クリスティ・マクニコル - 『トゥー・ムーン』
  - アイリーン・ブレナン - 『長くつ下ピッピの冒険物語』
  - ダリル・ハンナ - 『プランケット城への招待状』
  - マリエル・ヘミングウェイ - 『キャデラック・カウボーイ』
  - ゼルダ・ルビンスタイン - 『ポルターガイスト3 / 少女の霊に捧ぐ…』

- 1989年 ブルック・シールズ - 『キャノンボール3 新しき挑戦者たち』
  - アンジェリン - 『ボクの彼女は地球人』
  - アン・バンクロフト - 『ハリウッド夢、夢物語』
  - マドンナ - 『ワンナイト・オブ・ブロードウェイ』
  - オカマ役のカート・ラッセル - 『デッドフォール』

### 1990年代
- 1990年 ソフィア・コッポラ - 『ゴッドファーザー PART III』
  - ロザンヌ・バー（声の出演） - 『リトル★ダイナマイツ/ベイビー・トークTOO』
  - キム・キャトラル - 『虚栄のかがり火』
  - ジュリー・ニューマー - 『ゴースト・ラブ』
  - アリー・シーディ - 『本日はお日柄も良く/ベッツィの結婚』

- 1991年 殺されたほうのショーン・ヤング - 『死の接吻』
  - サンドラ・バーンハード - 『ハドソン・ホーク』
  - オカマ役のジョン・キャンディ - 『絶叫屋敷へいらっしゃい』
  - ジュリア・ロバーツ - 『フック』
  - マリサ・トメイ - 『オスカー』

- 1992年 エステル・ゲティ - 『刑事ジョー ママにお手上げ』
  - アン＝マーグレット - 『ニュージーズ』
  - トレイシー・ポラン - 『刑事エデン/追跡者』
  - ジーン・トリプルホーン - 『氷の微笑』
  - ショーン・ヤング - 『モンテカルロ殺人事件』

- 1993年 フェイ・ダナウェイ - 『派遣秘書』
  - アン・アーチャー - 『BODY/ボディ』
  - サンドラ・ブロック - 『デモリションマン』
  - コリーン・キャンプ - 『硝子の塔』
  - ジャニン・ターナー - 『クリフハンガー』

- 1994年 ロージー・オドネル - 『パトカー54 応答せよ!』 / Exit to Eden / 『フリントストーン/モダン石器時代』
  - キャシー・ベイツ - 『ノース 小さな旅人』
  - エリザベス・テイラー - 『フリントストーン/モダン石器時代』
  - レスリー・アン・ウォーレン - 『薔薇の素顔』
  - ショーン・ヤング - 『カウガール・ブルース』

- 1995年 マドンナ - 『フォー・ルームス』
  - しゃべるゴリラのエイミー - 『コンゴ』
  - ボー・デレク - 『クリス・ファーレイはトミーボーイ』
  - ジーナ・ガーション - 『ショーガール』
  - リン・トゥッチ - 『ショーガール』

- 1996年 メラニー・グリフィス - 『狼たちの街』
  - フェイ・ダナウェイ - 『チェンバー/凍った絆』 / 『Let'sチェックイン!』
  - ジェイミー・ガーツ - 『ツイスター』
  - ダリル・ハンナ - 『あなたに逢いたくて』
  - テリー・ハッチャー - 『ヘブンズ・プリズナー』 / 『2 days トゥー・デイズ』

- 1997年 アリシア・シルヴァーストーン - 『バットマン & ロビン Mr.フリーズの逆襲』
  - フェイ・ダナウェイ - 『アルビノ・アリゲーター』
  - ミラ・ジョヴォヴィッチ - 『フィフス・エレメント』
  - ジュリア・ルイス＝ドレイファス - 『ファーザーズ・デイ』
  - ユマ・サーマン - 『バットマン & ロビン Mr.フリーズの逆襲』

- 1998年 マリア・ピティロ - 『GODZILLA』
  - エレン・アルベルティーニ・ダウ - 『54 フィフティ★フォー』
  - ジェニー・マッカーシー - 『ベースケットボール 裸の球を持つ男』
  - リヴ・タイラー - 『アルマゲドン』
  - ラクエル・ウェルチ - Chairman of the Board

- 1999年 デニス・リチャーズ - 『007 ワールド・イズ・ノット・イナフ』
  - ソフィア・コッポラ - 『スター・ウォーズ エピソード1/ファントム・メナス』
  - サルマ・ハエック - 『ドグマ』 / 『ワイルド・ワイルド・ウエスト』
  - 売春婦役のケヴィン・クライン - 『ワイルド・ワイルド・ウエスト』
  - ジュリエット・ルイス - 『カーラの結婚宣言』

### 2000年代
- 2000年 ケリー・プレストン - 『バトルフィールド・アース』
  - パトリシア・アークエット - 『リトル★ニッキー』
  - ジョーン・コリンズ - 『フリントストーン2/ビバ・ロック・ベガス』
  - タンディ・ニュートン - 『ミッション:インポッシブル2』
  - レネ・ルッソ - 『ロッキー&ブルウィンクル』

- 2001年 エステラ・ウォーレン - 『ドリヴン』 / 『PLANET OF THE APES/猿の惑星』
  - ドリュー・バリモア - 『フレディのワイセツな関係』
  - コートニー・コックス - 『スコーピオン』
  - ジュリー・ハガティ - 『フレディのワイセツな関係』
  - ゴールディ・ホーン - 『フォルテ』

- 2002年 マドンナ - 『007 ダイ・アナザー・デイ』
  - ララ・フリン・ボイル - 『メン・イン・ブラック2』
  - ボー・デレク - 『変身パワーズ』
  - ナタリー・ポートマン - 『スター・ウォーズ エピソード2/クローンの攻撃』
  - レベッカ・ローミン - 『ローラーボール』

- 2003年 デミ・ムーア - 『チャーリーズ・エンジェル フルスロットル』
  - レイニー・カザン - 『ジーリ』
  - ブリタニー・マーフィ - 『ジャスト・マリッジ』
  - ケリー・プレストン - 『ハットしてキャット』
  - タラ・リード - My Boss's Daughter

- 2004年 ブリトニー・スピアーズ - 『華氏911』
  - カルメン・エレクトラ - 『スタスキー&ハッチ』
  - ジェニファー・ロペス - 『世界で一番パパが好き!』
  - コンドリーザ・ライス - 『華氏911』
  - シャロン・ストーン - 『キャットウーマン』

- 2005年 パリス・ヒルトン - 『蝋人形の館』
  - カルメン・エレクトラ - Dirty Love
  - ケイティ・ホームズ - 『バットマン ビギンズ』
  - アシュリー・シンプソン - Undiscovered
  - ジェシカ・シンプソン - 『デュークス・オブ・ハザード』

- 2006年 カルメン・エレクトラ - 『最'愛'絶叫計画』 / 『最終絶叫計画4』
  - ケイト・ボスワース - 『スーパーマン リターンズ』
  - クリスティン・チェノウェス - 『ライトアップ! イルミネーション大戦争』 / 『ピンクパンサー』 / 『RV』
  - ジェニー・マッカーシー - 『モテる男のコロし方』
  - ミシェル・ロドリゲス - 『ブラッドレイン』

- 2007年 エディ・マーフィ - 『マッド・ファット・ワイフ』
  - ジェシカ・ビール - 『チャックとラリー おかしな偽装結婚!?』 / 『NEXT -ネクスト-』
  - カルメン・エレクトラ - 『鉄板英雄伝説』
  - ジュリア・オーモンド - I Know Who Killed Me
  - ニコレット・シェリダン - 『ジェイク・アイデンティティー』

- 2008年 パリス・ヒルトン - 『REPO! レポ』
  - カルメン・エレクトラ - 『ディザスター・ムービー!おバカは地球を救う』 / 『ほぼ300』
  - キム・カーダシアン - 『ディザスター・ムービー!おバカは地球を救う』
  - ジェニー・マッカーシー - Witless Protection
  - リーリー・ソビエスキー - 『88ミニッツ』 / 『デス・リベンジ』

- 2009年 シエナ・ミラー - 『G.I.ジョー』
  - キャンディス・バーゲン - 『ブライダル・ウォーズ』
  - アリ・ラーター - 『オブセッション 歪んだ愛の果て』
  - ケリー・プレストン - 『オールド・ドッグ』
  - ジュリー・ホワイト - 『トランスフォーマー/リベンジ』

### 2010年代
- 2010年 ジェシカ・アルバ - 『キラー・インサイド・ミー』 / 『ミート・ザ・ペアレンツ3』 / 『マチェーテ』 / 『バレンタインデー』
  - シェール - 『バーレスク』
  - ライザ・ミネリ - 『セックス・アンド・ザ・シティ2』
  - ニコラ・ペルツ - 『エアベンダー』
  - バーブラ・ストライサンド - 『ミート・ザ・ペアレンツ3』

- 2011年 モニカ役のデヴィッド・スペード - 『ジャックとジル』
  - ケイティ・ホームズ - 『ジャックとジル』
  - シャーメイン役のブランドン・T・ジャクソン - 『ビッグママ・ハウス3』
  - ニコール・キッドマン - 『ウソツキは結婚のはじまり』
  - 下着モデル（別名: ロージー・ハンティントン＝ホワイトリー） - 『トランスフォーマー/ダークサイド・ムーン』

- 2012年 リアーナ - 『バトルシップ』
  - ジェシカ・ビール - 『スマイル、アゲイン』 / 『トータル・リコール』
  - ブルックリン・デッカー - 『バトルシップ』 / 『恋愛だけじゃダメかしら?』
  - アシュリー・グリーン - 『トワイライト・サーガ/ブレイキング・ドーン Part2』
  - ジェニファー・ロペス - 『恋愛だけじゃダメかしら?』

- 2013年[1] キム・カーダシアン - Temptation: Confessions of a Marriage Counselor
  - サルマ・ハエック - 『アダルトボーイズ遊遊白書』
  - キャサリン・ハイグル - 『グリフィン家のウエディングノート』
  - レディー・ガガ - 『マチェーテ・キルズ』
  - リンジー・ローハン - InAPPropriate Comedy / Scary Movie 5